# Héctor F. López
Gral. Héctor Filiberto López Mena fue un militar mexicano que participó en la Revolución mexicana. Nació en Coahuayutla de Guerrero, Estado de Guerrero, el 22 de agosto de 1880, siendo hijo de Anacleto López, de Santa Clara del Cobre. Estudió en la Huaca e ingresó al Colegio de San Nicolás. Primero se unió al maderismo en 1910 al lado de sus hermanos Leonel y Homero. Al triunfo del maderismo, fue regidor y juez en su pueblo natal, representando el distrito de Montes de Oca. En 1913 ingresó al Ejército Constitucionalista, siendo subjefe y Jefe del Estado Mayor de Gertrudis G. Sánchez. Alcanzó el grado de general de brigada. Fue comandante militar de Orizaba. Fue subjefe del Estado Mayor de la Secretaría de Guerra, senador de la república de 1922 a 1924 y gobernador del Estado de Guerrero. Además se dedicó a la escritura y a la historia. Falleció en 1957. 